# Spyrydon Lytvynovyč
Spyrydon Lytvynovyč, cyrilicí Спиридон Литвинович (6. prosince 1810 Dryščiv – 4. června 1869 Lvov), byl rakouský řeckokatolický duchovní a politik ukrajinské (rusínské) národnosti z Haliče, v 60. letech 19. století poslanec rakouské Říšské rady; arcibiskup lvovský a metropolita Haliče.

## Biografie
Narodil se v Dryščivě (nyní Nadrične) ve východní Haliči. Pocházel z rusínské rodiny. Studoval filozofii a teologická studia absolvoval ve Vídni. Získal titul doktora a 19. července 1835 byl vysvěcen na kněze. Pak působil jako duchovní u sv. Jiří (uváděno též u sv. Barbory) ve Lvově. Po delší dobu působil i jako pedagog. Vyučoval náboženství v Černovicích. Roku 1852 se stal rektorem kněžského semináře ve Vidni. V roce 1857 byl jmenován pomocným biskupem, respektive titulárním biskupem města Canatha (nynější město Qanawat v Sýrii). Roku 1863 usedl po smrti Hryhorije Jachymovyče na post arcibiskupa lvovského a tedy působil i jako metropolita Haliče. Do funkce byl jmenován 30. června 1863, slavnostní uvedení do úřadu se konalo 27. prosince 1863 ve Vídni. Roku 1864 získal titul skutečného tajného rady.
Hlásil se k ukrajinskému národnímu hnutí. Hájil rozvoj ukrajinského školství a odmítal polonizační tendence v Haliči. Podporoval administrativní rozdělení Haliče.
V 60. letech se s obnovou ústavního systému vlády zapojil i do vysoké politiky. V zemských volbách byl zvolen na Haličský zemský sněm, kde zastupoval kurii velkostatkářskou. Byl vicemaršálkem (místopředsedou) zemského sněmu. V této funkci byl opětovně potvrzen roku 1867.
Působil také coby poslanec Říšské rady (celostátního parlamentu Rakouského císařství), kam ho delegoval Haličský zemský sněm roku 1861 (Říšská rada tehdy ještě byla volena nepřímo, coby sbor delegátů zemských sněmů). 2. května 1861 složil slib. V rejstříku poslanců pro zasedání Říšské rady od roku 1864 již uváděn není. V době svého parlamentního působení se uvádí jako Dr. Spiridion Litwinowicz, řeckokatolický biskup ve Lvově. Na Říšské radě se přiřadil k pravému středu a vystupoval jako vůdce ukrajinských poslanců. Jejich podpora byla klíčová pro trvání kabinetu Antona von Schmerlinga. Rusínský parlamentní blok většinou podporoval vládu, pouze v otázce konkordátu se postavil proti vládní agendě. Později byl jmenován jako virilista (z titulu své funkce metropolity) členem Panské sněmovny (nevolená horní komora Říšské rady).
Zemřel v červnu 1869.